# Йоккаити
Йоккаи́ти (яп. 四日市市 Ёккаити-си) — особый город на юго-востоке Японии. Относится к префектуре Миэ. Площадь города составляет 205,58 км², население — 306 061 человек (1 июня 2014), плотность населения — 1488,77 чел./км².

## Экономика
Важное значение имеет порт и прилегающая к нему промышленная зона (электроника, автомобили, химические и керамические изделия, текстиль, цемент и чай). В городе расположены заводы полупроводниковых чипов Toshiba и SanDisk, нефтехимический комплекс (заводы компаний Mitsubishi Chemical Corporation, Mitsubishi Gas Chemical, BASF, Evonik Industries, Dai-Ichi Kogyo Seiyaku, Tosoh Corporation, JSR Corporation и Toyobo), химические заводы Ishihara Sangyo Kaisha и Nippon Microtherm, заводы пищевых концентратов и добавок Taiyo Kagaku и Ajinomoto, автомобильный завод Honda / завод автокомплектующих Yachiyo Industry, электротехнический завод Sumitomo Wiring Systems, заводы промышленного оборудования и комплектующих CKD Corporation, Ito Seisakusho и Kawamura Sangyo, газовая электростанция Chubu Electric Power, исследовательские центры Mitsubishi Chemical Corporation, JSR Corporation, Tosoh Corporation и Ishihara Sangyo Kaisha, грибная фабрика Takara Bio. Крупнейшим торговым центром является AEON Mall.

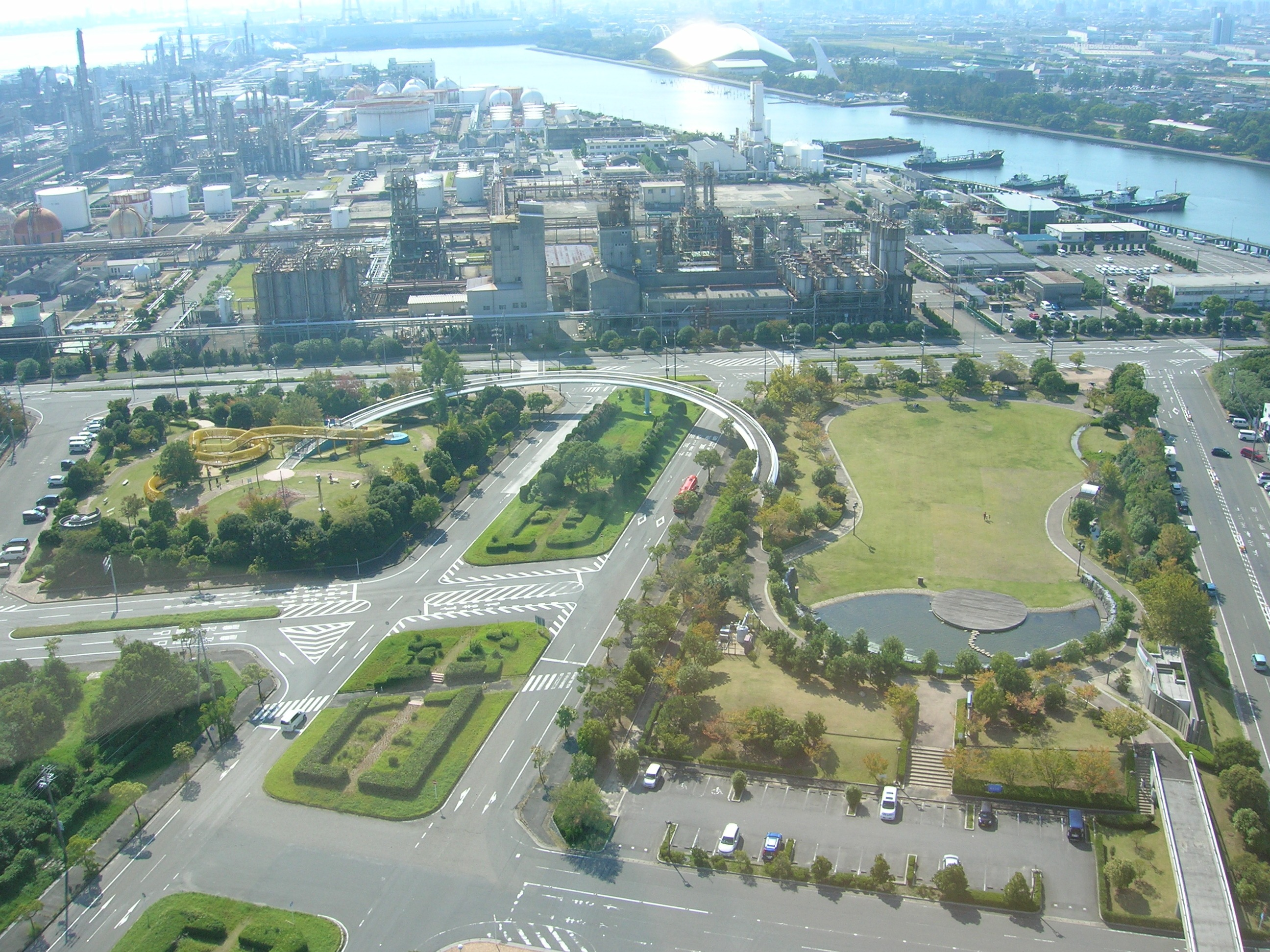
Порт и промышленная зона
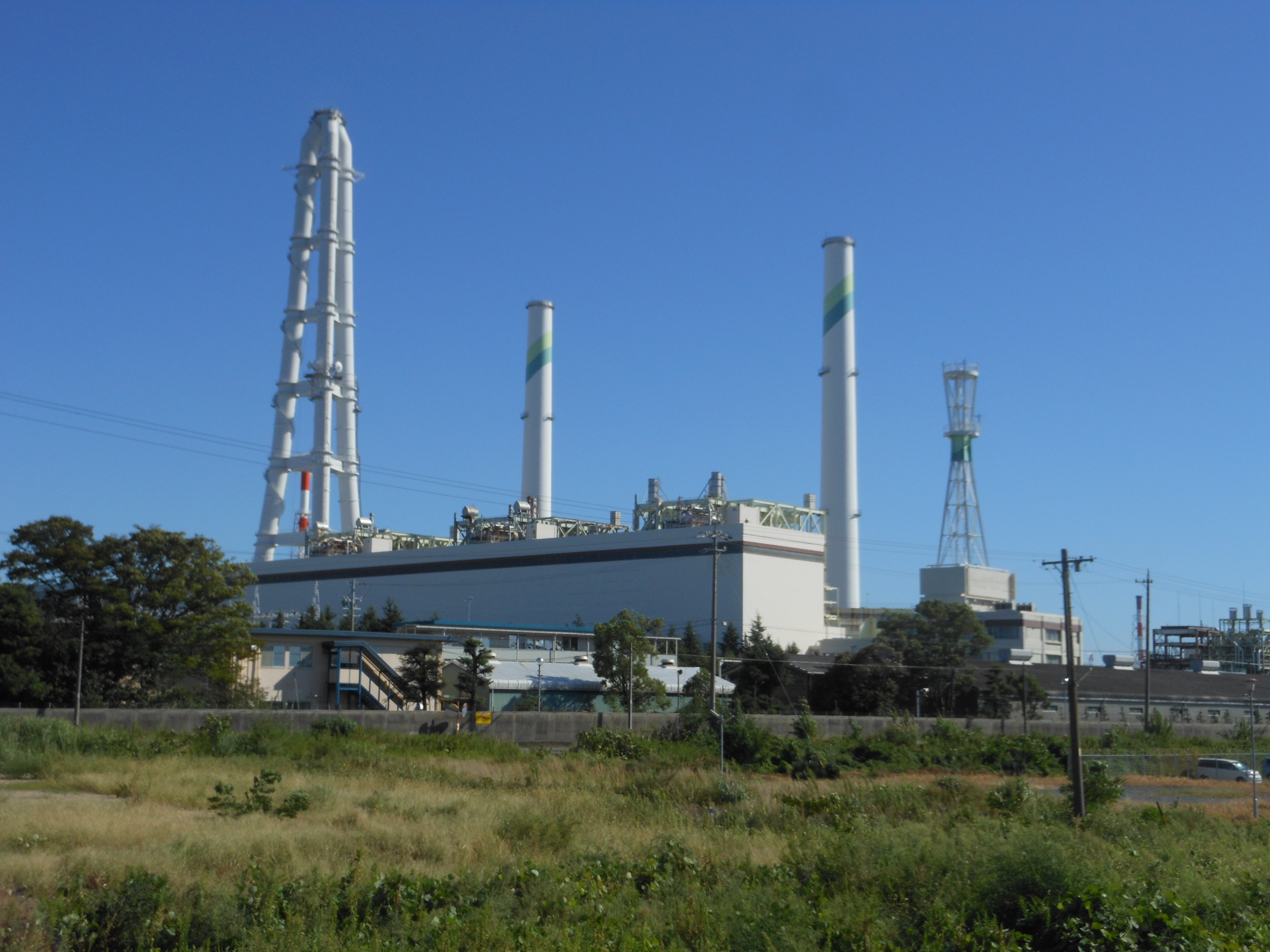
Теплоэлектростанция
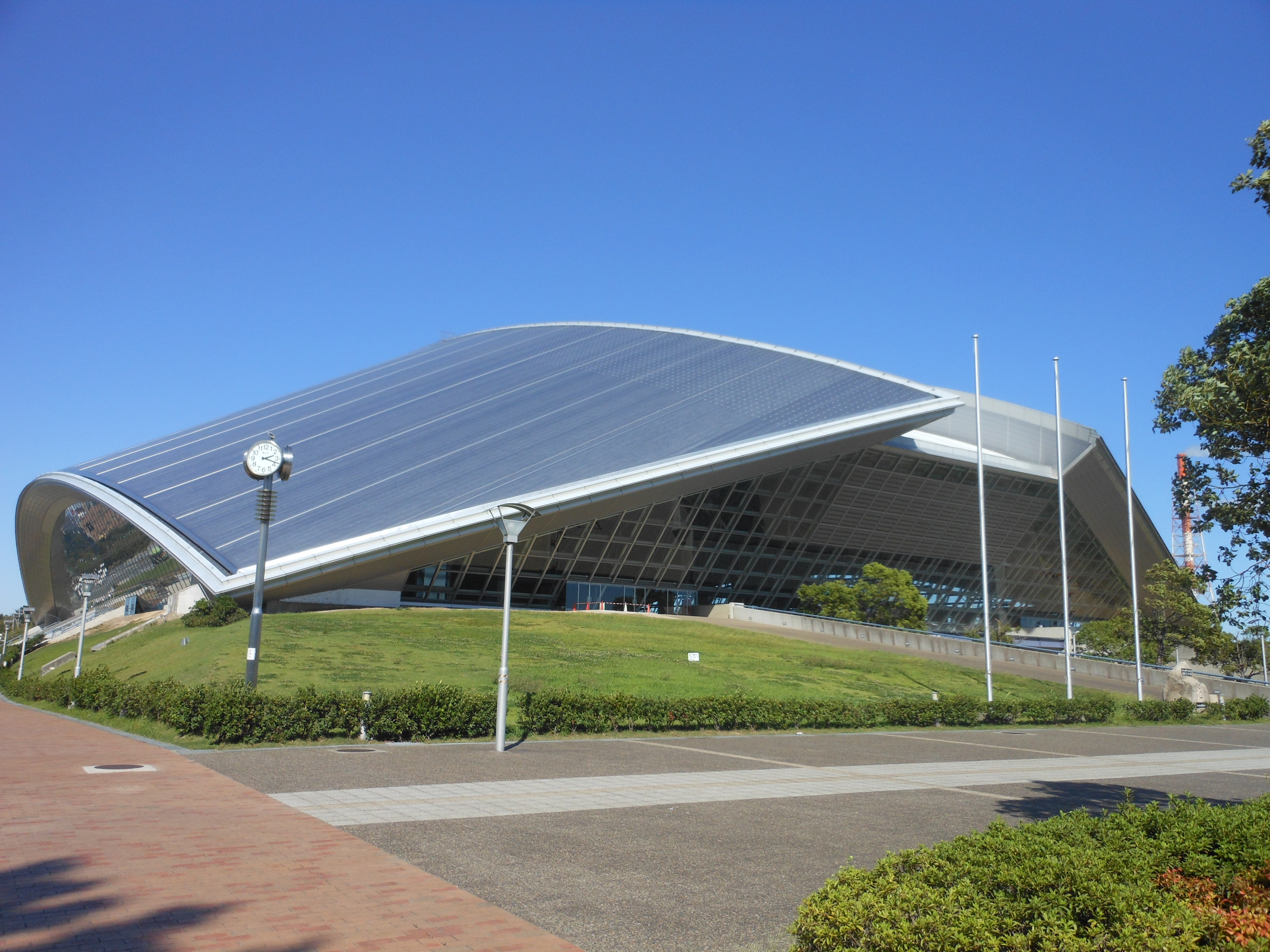
Спортивная арена Yokkaichi Dome
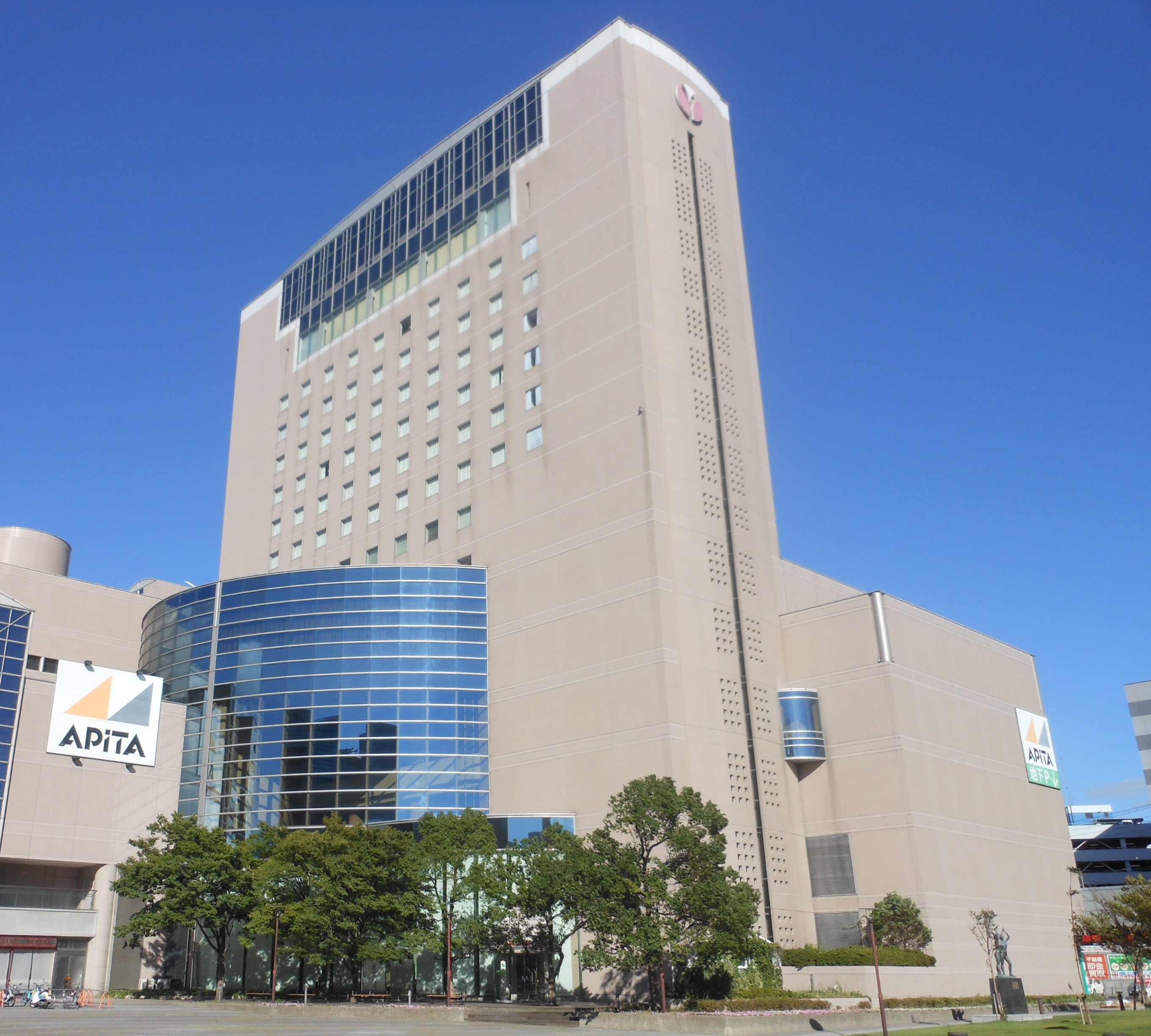
Отель Miyako